# Anthomyia sinensis
Anthomyia sinensis este o specie de muște din genul Anthomyia, familia Anthomyiidae, descrisă de Zhang și Sun în anul 1997. Conform Catalogue of Life specia Anthomyia sinensis nu are subspecii cunoscute.